# James Ward-Prowse
James Michael Edward Ward-Prowse (* 1. listopadu 1994 Portsmouth) je anglický profesionální fotbalista, který hraje na pozici středního záložníka za anglický klub Nothingham Forest a za anglický národní tým.

## Klubová kariéra
Svoji kariéru zahájil v 8 letech v mládežnickém klubu Southamptonu. Svůj debut za A-tým si odbyl v říjnu 2011 v ligovém poháru proti Crystal Palace v 16 letech.. Svůj první gól vstřelil ve 4. kole FA Cupu proti Coventry City. Na svůj ligový debut čekal do sezóny 2012/13, když hned v 1. kole nastoupil do základní sestavy proti Manchesteru City. V listopadu podepsal novou smlouvu, která ho měla udržet v Southamptonu na dalších 5 let. Tím odvrátil spekulace, že by mohl na konci sezóny odejít z klubu.
V lednu 2015 podepsal novou smlouvu na pět a půl roku. 11. dubna vstřelil svůj první gól v Premier League; při výhře 2:0 proti Hullu City otevřel skóre utkání v 56. minutě proměněným pokutovým kopem. 2. května dostal přímou červenou kartu za faul na hráče Sunderlandu Jermaina Defoea, kterým způsobil penaltu, ze které vstřelil Jordi Gómez vítězný gól.
Ward-Prowse byl oceněn manažerem Ronaldem Koemanem poté, co 16. ledna 2016 vstřelil dvě branky při domácím vítězství 3:0 proti West Bromwichi Albion: jednalo se o proměněný přímý kop a penaltu. Během sezóny 2015/16 odehrál 39 utkání a dvakrát skóroval. 13. května 2016 podepsal novou smlouvu do roku 2022.
Své 200. utkání v Southamptonu odehrál 8. dubna 2018, když odehrál celé utkání proti Arsenalu.
Po konci sezóny 2019/20 Premier League byl Ward-Prowse jedním z hráčů, kteří na hřišti nechyběli ani minutu napříč všemi 38 zápasy.
V červnu 2020 Ward-Prowse nahradil Pierra-Emila Højbjerga jako kapitána klubu, poté, co Dán veřejně vyjádřil přání opustit klub. 17. srpna 2020 podepsal Ward-Prowse novou smlouvu do června 2025.
Dne 26. ledna 2021 odehrál Ward-Prowse svůj 300. zápas v dresu Southamptonu, ve kterém asistoval na gól Stuarta Armstronga při domácí porážce 3:1 proti Arsenalu.
Poté, co Southampton odmítl nabídku od Aston Villy ve výši 25 milionů liber za Ward-Prowse, podepsal 19. srpna 2021 novou pětiletou smlouvu.

## Reprezentační kariéra
Prošel si mnoha anglickými mládežnickými reprezentačními výběry, počínaje U17 a konče U21. Za výběr do 21 let se během 32 zápasů dokázal 6krát prosadit.
Dne 16. března 2017 byl poprvé povolán do seniorské reprezentace na přátelský zápas proti Německu a na kvalifikační zápas na Mistrovství světa proti Litvě. O šest dní později v reprezentaci debutoval spolu se spoluhráčem z Southamptonu Nathanem Redmondem, a to při prohře 0:1 s Německem.
V březnu 2019 byl Ward-Prowse pordruhé povolán do reprezentace, a to na první dva zápasy Anglie v kvalifikaci na Euro 2020 proti Česku a Černé Hoře. V 82. minutě utkání proti Černé Hoře, hraném 25. března, vystřídal Rosse Barkleyho. Jednalo se o jeho první soutěžní reprezentační zápas. V základní sestavě se poprvé objevil 5. září v zápase proti Islandu při výhře 1:0. 25. března 2021 vstřelil svůj první reprezentační gól, a to při vítězství 5:0 nad San Marinem.

## Statistiky

### Klubové
K 21. září 2021
| Klub        | Sezóna  | Liga           | Liga   | Liga | FA Cup | FA Cup | EFL Cup | EFL Cup | Evropské poháry | Evropské poháry | Celkem | Celkem |
| Klub        | Sezóna  | Liga           | Zápasy | Góly | Zápasy | Góly   | Zápasy  | Góly    | Zápasy          | Góly            | Zápasy | Góly   |
| ----------- | ------- | -------------- | ------ | ---- | ------ | ------ | ------- | ------- | --------------- | --------------- | ------ | ------ |
| Southampton | 2011/12 | Championship   | 0      | 0    | 1      | 1      | 1       | 0       | —               | —               | 2      | 1      |
| Southampton | 2012/13 | Premier League | 15     | 0    | 1      | 0      | 3       | 0       | —               | —               | 19     | 0      |
| Southampton | 2013/14 | Premier League | 34     | 0    | 3      | 0      | 2       | 0       | —               | —               | 39     | 0      |
| Southampton | 2014/15 | Premier League | 25     | 1    | 3      | 0      | 2       | 0       | —               | —               | 30     | 1      |
| Southampton | 2015/16 | Premier League | 33     | 2    | 1      | 0      | 2       | 0       | 3               | 0               | 39     | 2      |
| Southampton | 2016/17 | Premier League | 30     | 4    | 2      | 0      | 5       | 0       | 6               | 0               | 43     | 4      |
| Southampton | 2017/18 | Premier League | 30     | 3    | 2      | 1      | 1       | 0       | —               | —               | 33     | 4      |
| Southampton | 2018/19 | Premier League | 26     | 7    | 2      | 0      | 1       | 0       | —               | —               | 29     | 7      |
| Southampton | 2019/20 | Premier League | 38     | 5    | 3      | 0      | 3       | 0       | —               | —               | 44     | 5      |
| Southampton | 2020/21 | Premier League | 38     | 8    | 5      | 1      | 1       | 0       | —               | —               | 44     | 9      |
| Southampton | 2021/22 | Premier League | 5      | 1    | 0      | 0      | 2       | 0       | —               | —               | 7      | 1      |
| Celkem      | Celkem  | Celkem         | 274    | 31   | 23     | 3      | 23      | 0       | 9               | 0               | 329    | 34     |

### Reprezentační
K 6. červnu 2021
| Anglie | Anglie | Anglie |
| Rok    | Zápasy | Góly   |
| ------ | ------ | ------ |
| 2017   | 1      | 0      |
| 2019   | 1      | 0      |
| 2020   | 2      | 0      |
| 2021   | 4      | 1      |
| Celkem | 8      | 1      |

#### Reprezentační góly
K 6. červnu 2021. Skóre a výsledky Anglie jsou vždy zapisovány jako první.
| Gól | Datum           | Místo                           | Soupeř     | Skóre | Výsledek | Soutěž                                |
| --- | --------------- | ------------------------------- | ---------- | ----- | -------- | ------------------------------------- |
| 1.  | 25. března 2021 | Wembley Stadium, Londýn, Anglie | San Marino | 1:0   | 5:0      | Kvalifikace na Mistrovství světa 2022 |